# Cahokia (Illinois)
Cahokia ist eine Gemeinde (mit dem Status „Village“) im St. Clair County im US-amerikanischen Bundesstaat Illinois. Das U.S. Census Bureau hat bei der Volkszählung 2020 eine Einwohnerzahl von 12.096 ermittelt.
Die Stadt liegt im Metro-East genannten östlichen Teil der Metropolregion Greater St. Louis um die 6 km nordwestlich gelegene Stadt St. Louis im benachbarten Missouri.

## Geografie
Cahokia liegt am östlichen Ufer des Mississippi, der die Grenze zu Missouri bildet. Der Ort liegt auf 38°33′46″ nördlicher Breite und 90°10′36″ westlicher Länge und erstreckt sich über 26 km². Cahokia liegt zum größten Teil in der Centreville Township, erstreckt sich zu einem kleinen Teil aber auch bis in die Sugar Loaf Township.
Benachbarte Orte von Cahokia sind Sauget (an der nördlichen und nordöstlichen Stadtgrenze), East St. Louis (9,5 km nordöstlich), Belleville (22,5 km ostsüdöstlich), Millstadt (19,7 km südöstlich), Dupo (an der südlichen Stadtgrenze) und East Carondelet. Das Stadtzentrum von St. Louis liegt 8,9 km nördlich.

## Verkehr
Durch den Südosten des Stadtgebiets führt die Interstate 255, die hier auf einer gemeinsamen Strecke mit dem U.S. Highway 50 die südöstliche Umgehungsstraße des Großraum St. Louis bildet. Entlang des Mississippi führt die hier den Illinois-Abschnitt der Great River Road bildende Illinois State Route 3 durch das Stadtgebiet von Cahokia. Im Stadtzentrum befindet sich der südliche Endpunkt der Illinois State Route 157, die in nordöstlicher Richtung aus Cahokia herausführt. Alle weiteren Straßen sind untergeordnete Landstraßen, teils unbefestigte Fahrwege sowie innerörtliche Verbindungsstraßen.
Parallel zum Mississippi verläuft eine Eisenbahnlinie durch das Stadtgebiet von Cahokia.
Der St. Louis Downtown Airport liegt am nordöstlichen Stadtrand von Cahokia. Der größere Lambert-Saint Louis International Airport liegt 30,6 km nordwestlich.

## Demografische Daten
Nach der Volkszählung im Jahr 2010 lebten in Cahokia 15.241 Menschen in 5126 Haushalten. Die Bevölkerungsdichte betrug 586,2 Einwohner pro Quadratkilometer. In den 5126 Haushalten lebten statistisch je 2,93 Personen.
Ethnisch betrachtet setzte sich die Bevölkerung zusammen aus 34,3 Prozent Weißen, 62,2 Prozent Afroamerikanern, 0,2 Prozent amerikanischen Ureinwohnern, 0,2 Prozent Asiaten sowie 1,0 Prozent aus anderen ethnischen Gruppen; 2,0 Prozent stammten von zwei oder mehr Ethnien ab. Unabhängig von der ethnischen Zugehörigkeit waren 2,0 Prozent der Bevölkerung spanischer oder lateinamerikanischer Abstammung.
32,6 Prozent der Bevölkerung waren unter 18 Jahre alt, 58,4 Prozent waren zwischen 18 und 64 und 9,0 Prozent waren 65 Jahre oder älter. 53,8 Prozent der Bevölkerung war weiblich.

Das mittlere jährliche Einkommen eines Haushalts lag bei 32.241 USD. Das Pro-Kopf-Einkommen betrug 16.523 USD. 33,6 Prozent der Einwohner lebten unterhalb der Armutsgrenze.